# Oliver Gross
Oliver Gross, né le 17 juin 1973 à Hanau, est un joueur de tennis allemand, professionnel entre 1993 et 2003.

## Carrière
Sur le circuit ATP, son principal résultat est une finale atteinte à Saint-Marin en 1994. Il a également disputé six quarts de finale et obtenu des victoires de prestige sur Pete Sampras, n°2 à Barcelone, Alberto Berasategui, n°7 à Hambourg en 1995 et Greg Rusedski, n°8 à Munich en 1998.
Dans les tournois du Grand Chelem, il s'est particulièrement distingué en étant huitième de finaliste de l'US Open en 1998 après avoir battu Albert Costa au premier tour (2-6, 4-6, 7-5, 6-2, 6-4).
En 2001, il réussit la performance rare de remporter trois tournois Challenger en trois semaines à Eisenach, Montauban et Oberstaufen. Il détient dix titres dans cette catégorie de tournoi.
Depuis sa retraite, il a travaillé comme entraîneur en Allemagne et à l'académie de Cliff Drysdale à Fort Lauderdale. Entre 2009 et 2010, il est l'entraîneur d'Elena Bovina. En 2019, il s'installe au Qatar où il entraîne l'équipe nationale de Coupe Davis.

## Palmarès

### Finale en simple
| No | Date       | Nom et lieu du tournoi                        | Catégorie    | Dotation  | Surface      | Vainqueur    | Score    |  |
| -- | ---------- | --------------------------------------------- | ------------ | --------- | ------------ | ------------ | -------- |  |
| 1  | 08-08-1994 | Tournoi de tennis de Saint-Marin, Saint-Marin | World Series | 275 000 $ | Terre (ext.) | Carlos Costa | 6-1, 6-3 |  |

## Parcours dans les tournois duGrand Chelem

### En simple
| Année | Open d'Australie | Open d'Australie | Internationaux de France | Internationaux de France | Wimbledon       | Wimbledon         | US Open         | US Open        |
| ----- | ---------------- | ---------------- | ------------------------ | ------------------------ | --------------- | ----------------- | --------------- | -------------- |
| 1994  | —                | —                | —                        | —                        | —               | —                 | 1er tour (1/64) | Cédric Pioline |
| 1995  | 1er tour (1/64)  | Todd Martin      | —                        | —                        | —               | —                 | —               | —              |
| 1996  | —                | —                | —                        | —                        | —               | —                 | —               | —              |
| 1997  | —                | —                | 1er tour (1/64)          | Cédric Pioline           | —               | —                 | 1er tour (1/64) | Tommy Haas     |
| 1998  | 2e tour (1/32)   | Andrea Gaudenzi  | 1er tour (1/64)          | Mark Philippoussis       | 1er tour (1/64) | Radomír Vašek     | 1/8 de finale   | Magnus Larsson |
| 1999  | 1er tour (1/64)  | Patrick Rafter   | 1er tour (1/64)          | Gastón Gaudio            | 1er tour (1/64) | Younès El Aynaoui | —               | —              |

N.B. : à droite du résultat se trouve le nom de l'ultime adversaire.